# I Got That
I Got That è un singolo della rapper Amil cantata insieme a Beyoncé.

## Tracce
Testi e musiche di A. Whitehead, Samuel Barnes, Le Shan Lewis, Tamy Smith, Sahwn Carter, Jean Claude "Poke" Olivier e Makeda Davis.
1. I Got That (Radio Edit) – 3:21
2. I Got That (Instrumental) – 3:19

## Classifiche
| Classifica (2000)                        | Posizione massima |
| ---------------------------------------- | ----------------- |
| Stati Uniti (bubbling under R&B/hip-hop) | 1                 |